# Bleialf
Bleialf là một xã thuộc huyện Bitburg-Prüm, bang Rhineland-Palatinate, Đức.